# National Museum and Art Gallery
Die National Museum and Art Gallery ist das Nationalmuseum von Trinidad und Tobago in Port of Spain. Es ist ein allgemeines Museum mit einer permanenten Ausstellung von über 10.000 Objekten. Sie sind in sieben großen Galerien ausgestellt – Kunst, Sozialgeschichte, Naturgeschichte, Wirtschaftsgeschichte, Erdöl und Geologie. Es liegt am nördlichen Ende der Frederick Street, gegenüber dem Memorial Park und südlich der Queen’s Park Savannah.
Das Nationalmuseum wurde ursprünglich als Royal Victoria Institute (RVI) im Jahr 1892 zum Gedenken an das Jubiläum der Queen Victoria und als Teil einer allgemeinen britischen Kolonialpolitik zum Bau von Kulturinstituten im Commonwealth gegründet.

## Geschichte
Der Beschluss zum Bau des Gebäudes wurde 1887 aus Anlass des 50. Thronjubiläums der britischen Königin Queen Victoria getroffen, damals Staatsoberhaupt der britischen Kolonie Trinidad. Es wurde vom deutschstämmigen Architekten Daniel Meinerts Hahn, der auch für das Red House verantwortlich zeichnete, entworfen und am 17. September 1892 aufgrund der Unpünktlichkeit des Gouverneurs Napier Browne von M.S. Devenish eröffnet. Das Gebäude hieß zu diesem Zeitpunkt Victoria Institute und diente als Museum insbesondere für archäologische Funde und eine große Sammlung ausgestopfter einheimischer Vögel, aber auch als Bildungszentrum für Malerei und Handarbeiten sowie als Bühne für Musik und Theater. Mikroskopische Exponate wurden dort zum ersten Mal in Trinidad von der Öffentlichkeit gesehen. Bald darauf erhielt das Museum verschiedene Geschenke, von denen eines ein Anker war, den Christoph Kolumbus auf seiner Reise vermutlich benutzt hat. Der Anker wurde im Jahr 1877 an einer Stelle ausgegraben, dessen Lage den Aufzeichnungen über die Position auf See entspricht, an der Columbus am 2. August 1498 einen Anker verlor.
Im Jahr 1902 wurde das Gebäude um einen Lesesaal und einen Aufenthaltsraum erweitert und auf dem Gelände wurden Tennisplätze errichtet. Am 18. April 1913 wurde nach erneuten Umbaumaßnahmen die Marie Louise Hall durch Prinzessin Marie Louise von Schleswig-Holstein eröffnet. Diese Halle befindet sich im King Edward VIII Memorial Wing im ersten Stock an der Ostseite des Gebäudes. Im Rahmen der Saaleröffnung wurde das Gebäude in Royal Victoria Institute umbenannt. Zu dieser Zeit beherbergte das Institut eine Reihe von einzigartigen naturkundlichen Sammlungen. Unter ihnen waren zum Beispiel ausgestopfte Vögel, eine wertvolle Sammlung von Muscheln und eine Sammlung von verschiedenen Reptilien und Insekten.
Am 19. Mai 1920 brannte das Gebäude, wobei die meisten Sammlungen verloren gingen. Der Hauptteil des Gebäudes wurde nach dem gleichen Plan des alten Gebäudes wieder aufgebaut. Es wurde im Juni 1923 wiedereröffnet und zunächst für theatralische und musikalische Unterhaltung sowie kommerziellen Unterricht genutzt. 1945 beschloss die Kolonialregierung jedoch, die Ausstellungen und Aktivitäten auszuweiten und gab dem Institut den Status eines Museums.
Bei der Unabhängigkeit im Jahr 1962 wurden die Sammlungen in das President’s House nördlich der Savannah verlegt. Dort sollten das Nationalmuseum und die Kunstgalerie eingerichtet werden. Dieser Plan wurde jedoch nicht ausgeführt und die Sammlungen gingen daher 1965 an das Gebäude des Royal Victoria Institute zurück, das zu diesem Anlass seinen heutigen Namen erhielt.
Durch den „National Museum and Art Gallery Act“ legte die trinidadische Regierung 2000 Bestehen und Finanzierung des Museums rechtlich fest.

## Museum
Die Gesellschaft, die das frühe 16. bis 19. Jahrhundert von Trinidad und Tobago beherrschte, war eng mit der Wirtschaft verbunden. Diejenigen, die Firmen besaßen, waren reich, während es diejenigen, die arbeiteten, nicht waren.
Die Darstellung der Wohlstandsgesellschaft im Nationalmuseum und der Kunstgalerie richtet sich an alle Alters- und Interessensgruppen. Man kann Artefakte von Kommoden über Zinnkaraffen bis hin zu einer vergoldeten Kasse sehen. Die Artefakte werden durch zusätzliche Informationen vervollständigt. Der Blick auf die frühe Gesellschaft von Trinidad und Tobago hört jedoch nicht mit dem 18. Jahrhundert auf, sondern geht bis in die 1940er Jahre zurück. Dort kann man zum Beispiel Darstellungen einer typischen Küche und eines Wohnzimmers sehen. Außerdem kann man für die Zeit typische Gegenstände, wie ein Re-Diffusion-Radiosystem, Morris-Stühle, einen Pech-Öl-Kocher, ein Grammophon und einen handbetriebenen Wäschetrockner sehen.

## Galerie

### Kunstgalerie
Die Kunstgalerie des Nationalmuseums besteht aus etwa tausend Ausstellungsstücken. Die Sammlung umfasst Gemälde, Skulpturen und Installationen, die mehr als einhundertfünfzig Jahre Kunst aus Trinidad und Tobago umfassen. Die exklusive Sammlung von Werken von Michel-Jean Cazabon ist die älteste Sammlung des Museums. Sie stammt aus den Jahren 1847 bis 1857. Die Sammlung umfasst zudem 28 Gemälde von Margret Mann, die während ihrer Zeit in Trinidad eine Schülerin von Cazabon war. Die Kunstausstellung ist im internationalen Vergleich relativ jung. Sie besteht aus Objekten, die durch Übertragung von anderen Regierungsbehörden, durch Schenkung und Vermächtnis oder durch einen Kauf erworben wurden. Um zusätzliche Informationen zu erhalten, gibt es die Möglichkeit einer Führung durch die Galerie.

### Geschichtsgalerie
Die Geschichte von Trinidad und Tobago ist eine verwobene Reihe von politischen, wirtschaftlichen und sozialen Ereignissen und Umständen, die die Kultur und Lebensweise des Landes beeinflussen. Diese Ereignisse in einzelne Schnappschüsse zu zerlegen, ist keine leichte Aufgabe, aber das Nationalmuseum und die Kunstgalerie von Trinidad und Tobago versuchen dies in ihrer Geschichtsgalerie. Die historischen Galerien sind die wichtigsten Angebote für die breite Öffentlichkeit. Sie bringen die vielfältige Kulturgeschichte der Nation zum Leben und bieten dem Besucher einen Kontext, in dem man Trinidad und Tobago analysieren kann.
Diese Galerien dienen als zusätzliches Lehrmittel für die Schulen und bieten eine visuelle und greifbare Methode, wichtiges und notwendiges Wissen zu vermitteln. Die Geschichte von Trinidad und Tobago ist in Ausstellungsstücken verkörpert, die sich sowohl im ersten als auch im unteren Stockwerk des Gebäudes befinden. Die Galerien verfolgen die Geschichte von Trinidad und Tobago beginnend mit der vorkolonialen Ära und der Geschichte der indigenen Bevölkerung, den Indianern. Sie kulminieren mit der Unabhängigkeitsära, berühren den nationalen Sport, Karneval und die Wirtschaftsfaktoren von Kakao, Zucker und Öl. Die Ausstellungen des Museums zeigen Objekte und Fotografien mit fast 2000 ausgestellten Objekten. Ziel ist es, dass ein Besucher ein wirklich eindringliches Erlebnis erlebt und die Momente der Geschichte erleben kann, als ob er dabei gewesen wäre.

## Sonstiges
Zu den Einrichtungen gehört ein audiovisueller Raum, der in einem aktiven Bildungsprogramm der Schulen genutzt wird.
Der National Museum Service hat ein Programm mit dem Namen Museums Assistance Program (MAP) entwickelt, das technische Unterstützung und eine kleine finanzielle Unterstützung bietet, um die Organisatoren bei der Pflege ihrer Ausstellungsstücke zu unterstützen.
Das Museum ist Dienstag bis Samstag von 10 bis 18 Uhr geöffnet. Sonntags und montags ist es geschlossen.

## Außenstellen
Das National Museum hat zwei Außenstellen in Port of Spain:

### Museum of the City of Port of Spain
Das Museum im Fort San Andres zeigt die Geschichte und Entwicklung der Stadt. Das ursprüngliche Fort wurde 1757 von den Spaniern gebaut, um den Hafen zu schützen. Als die Briten 1797 die Festung übernahmen, wurde das Fort aufgegeben. Jedoch wurde es 1885 aufgrund der Landgewinnung mehr im Landesinneren rekonstruiert. Auf den Fundamenten des alten Forts wurde ein neues Gebäude gebaut, in dem sich der Commercial Newsroom und später das Hafenmeisteramt befanden.
Dieses Gebäude wurde später zur Unterbringung verschiedener Regierungsbüros genutzt. Als die Polizeidienststelle das Gebäude 1995 räumte, wurde beschlossen, das Gebäude zu restaurieren und es in das Museum of the City Port of Spain umzuwandeln.

### Police Service Museum
Das Museum liegt im Stadtteil Downtown und zeigt die Geschichte der Polizei von Port of Spain. Es wurde am 22. September 2004 von Minister Edward Hart im Ministerium für gemeinschaftliche Entwicklung, Kultur und Genderangelegenheiten in einer Zeremonie eröffnet. Das Polizeimuseum befindet sich in dem Gebäude des alten Polizei-Hauptquartiers in der St. Vincent Street. Das Nationalmuseum war verantwortlich für die Umsetzung des Projekts im Rahmen der Erweiterung der Museumsversorgung. Sie sicherten sich dabei die Dienste von dem Historiker und Ausstellungsdesigner Gerard Besson sowie von Sgt. Prinz und einem Polizisten.